# Burg Teschen

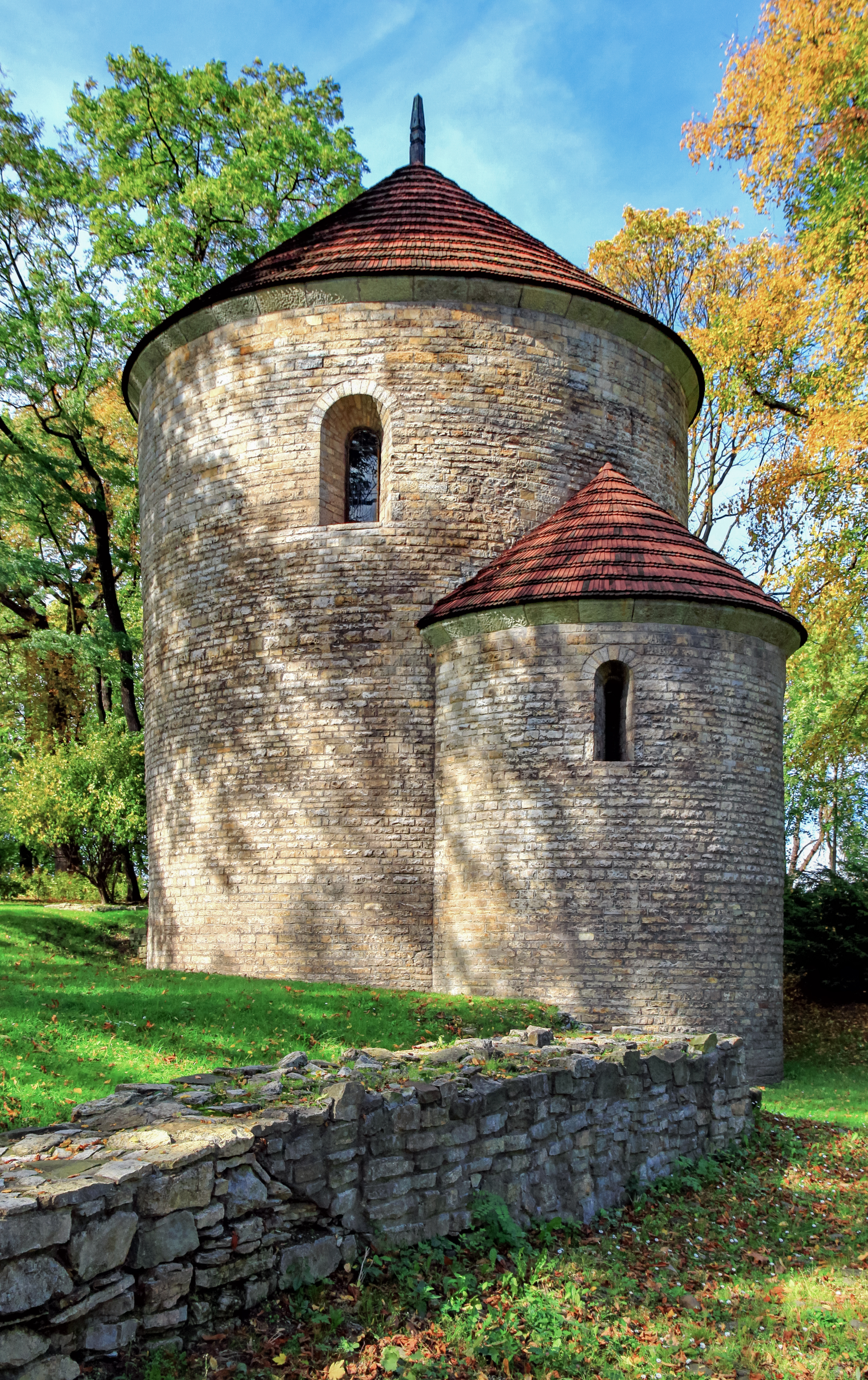
Rotunde

Die Ruine der Burg Teschen (polnisch Zamek w Cieszynie) befindet sich in Cieszyn im Powiat Cieszyński in der Woiwodschaft Schlesien in Polen. Die Höhenburg liegt in den Ausläufern der Schlesischen Beskiden auf dem Burgberg am rechten Ufer der Olsa.

## Geschichte
Auf dem Burgberg befand sich bereits im 9. Jahrhundert eine slawische Festung. Im 10. Jahrhundert kam Cieszyn an das von den Piasten regierte Polen. Die erste urkundliche Erwähnung der Burg datiert auf 1155. Die Burg wurde nach Gründung des Herzogtums Teschen im 13. Jahrhundert ausgebaut. Im 16. Jahrhundert wurde die Burg zu einem Renaissance-Schloss der schlesischen Piasten umgestaltet. Während des Dreißigjährigen Kriegs wurde es in Mitleidenschaft gezogen, schließlich 1646 von schwedischen Truppen zerstört. Nach 1659 wurden weite Teile des Schlosses abgetragen.

## Beschreibung der Burg
Auf dem Burgberg sind in einer Parkanlage erhalten:
- die romanische Rotunde St. Nikolaus und St. Wenzel
- der gotische Bergfried
- der gotische Piastenturm
- das klassizistische Habsburger-Schloss